# Mordellistena mrazi
Mordellistena mrazi là một loài bọ cánh cứng trong họ Mordellidae. Loài này được Píc miêu tả khoa học năm 1924.

## Hình ảnh

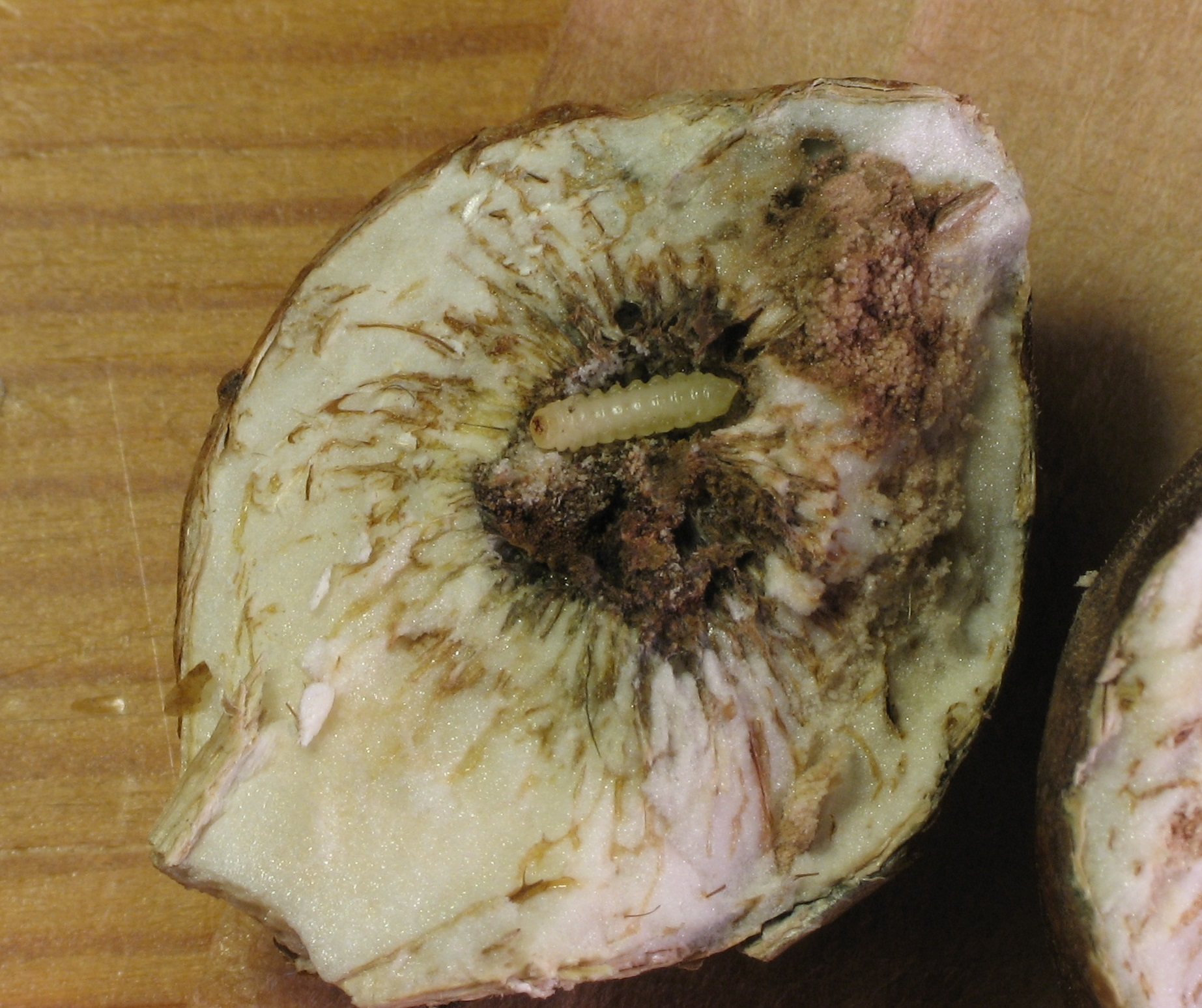